# Bielów
Bielów (niem. Bielow) – wieś w Polsce, położona w województwie lubuskim, w powiecie krośnieńskim, w gminie Krosno Odrzańskie.
W latach 1975–1998 miejscowość administracyjnie należała do województwa zielonogórskiego.
Według danych z 2011 roku miejscowość liczyła 131 mieszkańców. 